# Roaschia
Roaschia est une commune italienne de la province de Coni, dans la région Piémont.

## Administration
| Période                                  | Période | Identité    | Étiquette | Qualité |
| ---------------------------------------- | ------- | ----------- | --------- | ------- |
| 31/05/2015                               |         | Bruno Viale |           | Maire   |
| Les données manquantes sont à compléter. |         |             |           |         |

### Communes limitrophes
Entracque, Robilante, Roccavione, Valdieri, Vernante